# ایمن حماد
ایمن حماد (انگلیسی: Aymen Hammed؛ زادهٔ ۲۶ ژوئیهٔ ۱۹۸۳) بازیکن هندبال اهل تونس است.